# أبسانا بيجوم
أبسانا بيجوم (البنغالية: আফসানা বেগম؛ من مواليد 25 مايو 1990) هي سياسية في حزب العمال البريطاني تعمل كعضوة في البرلمان منذ عام 2019. وهي أول نائبة في البرلمان ترتدي الحجاب.

## النشأة
ولدت بيجوم في شادويل، تاور هامليتس لأبوين بنغاليين مسلمين منير الدين أحمد وسيدة نظمة بيجوم. لديها خمس شقيقات وأخ.  يقع منزل أجدادها في قرية لودوربور في جاغاناثبور، مقاطعة سونامغانج، بنغلاديش. أحمد، الذي توفي في عام 2012، كان عضوًا في مجلس حزب العمال (يمثل جناح شادويل)، ومدير مجلس الإسكان المجتمعي تاور هامليتس (2002-2006) وكان عمدة تاور هامليتس لعام 2004. أكملت بيغم تعليمها في كوين  جامعة ماري في لندن، حيث حصلت على درجة البكالوريوس (مع مرتبة الشرف) في السياسة عام 2011.

## انتخابها للبرلمان
بيجوم من مجموعة نواب اليسار الاشتراكي. وهي أول امرأة مسلمة نائبة في المملكة المتحدة ترتدي الحجاب. انتخبت عضوة في البرلمان في 2019.
في 24 فبراير 2022، عقب الغزو الروسي لأوكرانيا عام 2022، كانت بيغوم واحدة من 11 نائباً من حزب العمال مهددين بخسارة سوط الحزب بعد أن وقعوا بياناً صادر عن تحالف أوقفوا الحرب شكك في شرعية الناتو واتهم الناتو بـ "التوسع للشرق". تراجع النواب فيها بعد عن تواقيعهم.

## معادات السامية
في عام 2019، تعرضت بيجوم لانتقادات لنشرها منشورًا على مواقع التواصل الاجتماعي في عام 2017 يشير إلى "السيطرة الصهيونية على السعودية". رداً على ذلك، ألغت أبسانا بيجوم المشاركة وقالت:
```
"لم أدلي بتلك التعليقات وشاركت المقال لأنني كنت مهتمة بمعاملة الحجاج الذين يتعرضون للمضايقات في الحرم المكي. الملصق الأصلي استخدم كلمات غير مناسبة، ولن أستخدمها بنفسي. أنا ملتزمة بمحاربة معاداة السامية داخل حزب العمال وفي المجتمع الأوسع".
[
12
]
```

بعد هجوم معاد للسامية في تاور هامليتس في يوليو 2019، تحدثت بيجوم في مظاهرة محلية قائلة:
```
"بصفتي امرأة بنغالية من شرق لندن، أقول لأولئك الذين يسعون إلى تقسيم المجتمع بالخوف وعدم التسامح - ليس في شوارعنا، ولا في مجتمعاتنا، ولا في أي مكان آخر. يجب هزيمة معاداة السامية بجميع أشكالها. المجتمعات هنا في تاور هامليتس وخارجها، أقول...لتتضامن. وتقف معا وتتغلب معًا".
[
14
]
```

في عام 2020، رداً على تقرير اللجنة الأوروبية لحقوق الإنسان بشأن حزب العمال، غردت بيغوم بأنها قبلت التوصيات وحثت على تنفيذها دون تأخير. وقالت إن "إيذاء معاداة السامية على المجتمع اليهودي أمر غير مقبول. يجب أن نتضامن معًا ضد معاداة السامية وكراهية الإسلام وجميع أشكال العنصرية".

## اقرأ ايظا
معاداة السامية في حزب العمال البريطاني

## وصلات خارجية
موقعها الرسمي